# Eppersdorf (Allersberg)
Eppersdorf ist ein Gemeindeteil des Marktes Allersberg im Landkreis Roth (Mittelfranken, Bayern). Eppersdorf liegt in der Gemarkung Altenfelden.

## Lage
Das Dorf liegt in einer Waldlichtung an der Kleinen Roth. Eine Gemeindeverbindungsstraße führt nach Harrhof (1,8 km nordwestlich) bzw. nach Allersberg (2 km südwestlich).

## Geschichte
Eppersdorf wurde 1343 in einem Salbuch der Deutschordenskommende erstmals urkundlich erwähnt. Im 16. Jahrhundert bestand der Ort aus vier Anwesen.
Gegen Ende des 18. Jahrhunderts gab es in Eppersdorf sieben Anwesen und ein Gemeindehirtenhaus. Das Hochgericht und das Niedergericht übte das pfalz-neuburgische Landrichteramt Allersberg aus. Das Landgericht Allersberg war Grundherr sämtlicher Anwesen.
Im Rahmen des Gemeindeedikts (frühes 19. Jahrhundert) wurde Eppersdorf dem Steuerdistrikt Allersberg zugewiesen. Zugleich entstand die Ruralgemeinde Eppersdorf, zu der Dockenmühle, Eisbühl, Eulenhof, Hünerhof, Reckenricht und Reckenstetten gehörten. Sie war in Verwaltung und Gerichtsbarkeit dem Landgericht Hilpoltstein zugeordnet und in der Finanzverwaltung dem Rentamt Hilpoltstein. Nach 1820 wurde die Gemeinde aufgelöst: Dockenmühle, Eisbühl, Eulenhof, Hünerhof und Reckenricht wurden nach Altenfelden eingegliedert und Reckenstetten nach Ebenried. Am 1. Juli 1971 wurde Eppersdorf im Zuge der Gebietsreform in Bayern nach Allersberg eingemeindet.

### Einwohnerentwicklung
| Jahr      | 001818 | 001836 | 001861 | 001871 | 001885 | 001900 | 001925 | 001950 | 001961 | 001970 | 001987 |
| Einwohner | 52     | 44     | 59     | 52     | 50     | 56     | 59     | 90     | 51     | 49     | 61     |
| Häuser    | 10     | 10     |        |        | 11     | 11     | 10     | 11     | 10     |        | 13     |
| Quelle    | [ 12 ] | [ 13 ] | [ 14 ] | [ 15 ] | [ 16 ] | [ 17 ] | [ 18 ] | [ 19 ] | [ 20 ] | [ 21 ] | [ 1 ]  |

## Religion
Eppersdorf ist römisch-katholisch geprägt und bis heute nach Mariä Himmelfahrt (Allersberg) gepfarrt. Die Einwohner evangelisch-lutherischer Konfession waren ursprünglich nach St. Georg (Pyrbaum) gepfarrt, seit den 1960er Jahren ist die Pfarrei Christuskirche (Allersberg) zuständig.